# غنة دار (بيرانشهر)
غنة دار هي قرية في مقاطعة بيرانشهر، إيران. عدد سكان هذه القرية هو 133 في سنة 2006.